# André Péry
André Péry (* 27. Dezember 1921 in Nyon, Kanton Waadt; † 30. Juli 2008) war ein Schweizer Pfarrer, Schriftsteller und Übersetzer.

## Leben
André Péry studierte Evangelische Theologie an der Universität Lausanne und an der Universität Edinburgh. Als reformierter Pfarrer wirkte er in mehreren Kirchgemeinden in der Romandie und in Frankreich. Zuletzt lebte er in Onex.
Sein schriftstellerisches Werk besteht besonders aus seinen Tagebüchern, die ab 1980 in sechs Bänden erschienen sind.

## Werke
- L’Épître aux Philippiens, Neuenburg 1958
- L’Épître aux Galates, Neuenburg 1959
- Le catéchisme de Heidelberg, Genf 1959
- La parole et les mots, Journal d’un pasteur 1976–1979, Genf 1980
- Singulier pluriel, Journal 1980–1981, Lausanne 1983
- Une journée à l’hôpital, Lausanne 1985
- Le matin vient, la nuit aussi, Genf 1987 (Lyrik)
- Moments sauvés, Journal d’un pasteur 1982–1983, Genf 1988
- Un temps pour toute chose, Lausanne 1992
- A l’ombre du doute, Journal IV 1962–1976, Genf 1994
- La foi en liberté, Journal 1984–1985, Genf 1997
- Signes du temps, Journal 1986–1992, Genf 2001

### Übersetzungen
- Roland Bainton: Notre Église a deux mille ans, Genf 1964
- Willem Adolf Visser ’t Hooft: L’Eglise face au syncrétisme, Genf 1964
- Nelson Mandela: Hérauts de la liberté, Genf 1965
- Répression en Afrique du Sud, Genf 1966